# سولویت
سولویت (به آلمانی: Sollwitt) یک شهر در آلمان است که در نوردفرایسلند واقع شده‌است. سولویت ۳۱۴ نفر جمعیت دارد.